# Antoine Kesia-Mbe Mindua

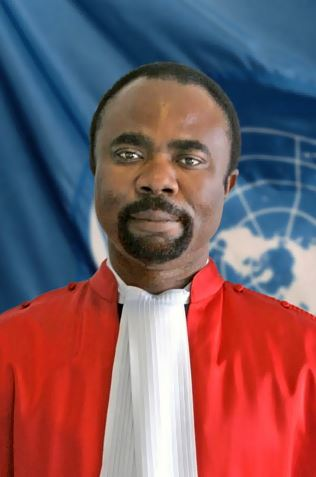
Antoine Kesia-Mbe Mindua, 2014

Antoine Kesia-Mbe Mindua (* 31. Dezember 1956 in Mushie) ist ein kongolesischer Jurist, von 2015 bis 2024 Richter und von 2021 bis 2024 Vizepräsident am Internationalen Strafgerichtshof.

## Leben und Wirken
Mindua studierte ab 1976 Rechtswissenschaften und Politikwissenschaften an der Universität Kinshasa. Dort erwarb er 1982 den Mastergrad in Privat- und Strafrecht. Anschließend war er bis 1983 als Ankläger beim Militärgericht in Kinshasa tätig. Von 1982 bis 1988 unterrichtete er Zivil- und Handelsrecht an der Gombe University School for Commerce. Ab 1988 studierte er in Nancy, Straßburg und Genf, wo er Diplome in Internationalem Recht, vergleichender Menschenrechtswissenschaft und Europäischem Gemeinschaftsrecht erwarb. 1995 promovierte er in Genf mit einer Arbeit über das Internationale öffentliche Recht zum Dr. iur. Von 1996 bis 2001 war er Legal Officer am Internationalen Strafgerichtshof für Ruanda. Anschließend fungierte er zwischenzeitlich als Sonderbotschafter der Demokratischen Republik Kongo bei den Vereinten Nationen und anderen internationalen Organisationen. Außerdem ist er Professor für Internationales Strafrecht an der Universität Kinshasa und hatte Gastprofessuren an der Universität Genf inne.
Ab 2006 bis zur Beendigung 2017 war er Ad-litem-Richter am Internationalen Strafgerichtshof für das ehemalige Jugoslawien. Ab dem 11. März 2015 war er für eine Amtszeit von neun Jahren bis 2024 Richter am Internationalen Strafgerichtshof.